# Sci alpino all'XI Festival olimpico invernale della gioventù europea
Le gare di sci alpino all'XI Festival olimpico invernale della gioventù europea si sono svolte dal 18 al 22 febbraio 2013 sulla pista Sub teleferic di Poiana Brașov, in Romania.

## Podi

### Ragazzi
| Evento                     | Oro               | Tempo   | Argento       | Tempo   | Bronzo      | Tempo   |
| Slalom gigante (dettagli)  | Manuel Annewanter | 1'45"90 | Mathias Graf  | 1'46"41 | Élie Gateau | 1'46"51 |
| Slalom speciale (dettagli) | Štefan Hadalin    | 1'31"69 | Aljaž Dvornik | 1'32"23 | Élie Gateau | 1'32"80 |

### Ragazze
| Evento                     | Oro                    | Tempo   | Argento        | Tempo   | Bronzo         | Tempo   |
| Slalom gigante (dettagli)  | Verena Gasslitter      | 1'43"77 | Roberta Melesi | 1'43"85 | Christina Ager | 1'44"44 |
| Slalom speciale (dettagli) | Nora Grieg Christensen | 1'33"78 | Christina Ager | 1'33"97 | Saša Brezovnik | 1'34"32 |

### Misti
| Evento                         | Oro | Punteggio | Argento                                                                                                  | Punteggio                                                                                                | Bronzo                                                                                         | Punteggio                                                                                      |
| Parallelo a squadre (dettagli) | Austria Christina Ager Elisabeth Reisinger Theresa Steinlechner Manuel Annewanter Mathias Graf Marco Schwarz | Austria Christina Ager Elisabeth Reisinger Theresa Steinlechner Manuel Annewanter Mathias Graf Marco Schwarz | Italia Nicol Delago Veronica Olivieri Verena Gasslitter Hannes Zingerle Tommaso Sala Federico Liberatore | Italia Nicol Delago Veronica Olivieri Verena Gasslitter Hannes Zingerle Tommaso Sala Federico Liberatore | Svizzera Vanessa Kasper Julie Dayer Elena Stoffel Sandro Simonet Nils Hintermann Janic Hofmann | Svizzera Vanessa Kasper Julie Dayer Elena Stoffel Sandro Simonet Nils Hintermann Janic Hofmann |